# Pletyka (film)
A Pletyka (eredeti címe: Gossip) egy 2000-es amerikai pszichológiai thriller, amelyet Davis Guggenheim rendezett. A produkció főszerepében James Marsden, Lena Headey, Norman Reedus és Kate Hudson. 
A film premierje 2000. április 18-án volt az Egyesült Államokban, Magyarországon csak videókazettán volt elérhető 2000. november 16-tól.

## Cselekmény
Derrick, Jones és Travis diákok és lakótársak. Mindhárman részt vesznek egy kommunikációs órán Goodwin professzorral, amelyen szóba kerül a pletyka, mint jelenség. Mivel a bagázs szeret hazudozni, mindhárman úgy döntenek, hogy a záródolgozatukhoz pletykát indítanak, és nyomon követik az eredményeket.
Egy este egy buliban összefutnak Naomi Prestonnal és barátjával, Beau Edsonnal. Az egész egyetemen köztudott, hogy Naomi még szűz. Jones nem kedveli Naomit, és úgy tűnik Naomi indított el egy pletykát arról, hogy Jones lefeküdt Goodwin professzorral. A partin Derrick megismerkedik egy lánnyal, és felviszi az emeletre. Ekkor a lány rosszul lesz; a fürdőszobából Derrick szemtanúja lesz, ahogy Beau és Naomi a szomszédos szobában csókolóznak. Beau megpróbál lefeküdni Naomival, de visszautasítják. Beau elmegy, Naomi pedig elájul. Derrick, Jones és Travis úgy döntenek, hogy pletykát indítanak arról, hogy Naomi és Beau valóban lefeküdtek egymással. A pletyka elterjed az egész egyetemen. Jones megírja a dolgozatát, míg Travis a pletykát egy művészeti installációvá alakítja, tele Naomi eltorzult fotóival.
Végül Naomi rájön a pletykára. Beau tagadja, de a szemtanúk emlékeznek rá, hogy látszólag ünnepelt a barátaival. Mivel Naomi nem emlékszik semmire, meggyőződése, hogy Beau megerőszakolta; barátai biztatására feljelentést tesz a rendőrségen. Ennek eredményeként Beau-t letartóztatják. Jones bűntudatot érez a történtek fordulatai miatt, de Derrick és Travis meggyőzik, hogy maradjon csendben. Jones elmegy Naomihoz, és megtudja, hogy ő és Derrick ugyanabba a középiskolába jártak. Amikor azonban név szerint megemlíti Derricket, Naomi kiborul, és kidobja a kollégiumból. Amikor Jones szembesíti Derricket, az azt állítja, hogy nem ismeri Naomit.
Jones elutazik Danburybe, és évkönyvi fotókat talál, amelyeken látszik, hogy Derrick és Naomi egy pár voltak az iskolai éveik alatt. Beszél a személyzet egyik tagjával, aki elárulja, mi történt. Beau-hoz hasonlóan Naomi is visszautasította Derricket, de Derrick megerőszakolta Naomit. Amikor Jones szembesíti Derricket, az azt állítja, hogy a szex közös megegyezéssel történt, de Naomi csak kitalálta, hogy az apja ne haragudjon rá. Danburyben a hírneve romlott, és a családja hátat fordított neki. Miután meglátta Naomit a partin, bevallja, hogy bosszúból pletykát akart terjeszteni Naomiról. Jones elborzad, de Travis elhiszi Derrick történetét.
Jones megpróbál vallomást tenni a rendőrségen, de Derrick manipulálja az eseményeket. Beau megtudja, hogy Derrick megtámadta Naomit, és összeverekednek. Derrick elmegy Naomi kollégiumába, és bevallja, hogy bosszúból cselekedett, és hogy meg is erőszakolta. Másnap Naomit öngyilkosság miatt halottnak nyilvánítják. Derrick és Naomi múltja miatt azonban a rendőrség megkeresi Derricket, hogy megvádolja a nő megölésével. Ez a pletyka elterjed az egyetemen, és mindenki Derrick ellen fordul. Nyomozók jönnek a lakására, hogy nyomokat keressenek. Travis meghallja, hogy Derrick megpróbálja Travist hibáztatni, Travis művészetét használva bizonyítékként. Megtört szívvel Travis elmenekül a lakásból, és Jones is undorodva távozik. A nyomozó azonban úgy tűnik, meg van győződve arról, hogy Derrick bűnös, és elmegy parancsot szerezni.
Derrick úgy érzi, hogy az élete darabokra hullik, ezért összepakol, míg Jones szemtanúja lesz annak, hogy Travis fegyvert vásárol az utcán. Visszamegy a lakásba, hogy figyelmeztesse Derricket, de Travis már előbb odaért. A fegyverért folytatott küzdelemben Derrick úgy tűnik, hogy halálos lövést ad le Jonesra. Pánikjában Derrick megpróbálja meggyőzni Travist, hogy vállalja magára a felelősséget. Travis visszautasítja, és elhatározza, hogy visszahívja a rendőrséget, és mindent bevall. Derrick kétségbeesetten bevallja, hogy megerőszakolta Naomit.
Derrick vallomása lejátszódik a felvevőkészüléken, amelyet Travis a lakás körül tart. Ekkor Jones feláll, Goodwin professzor belép, és Naomi megjelenik a másik szobából Beau-val. A rendőrökről kiderül, hogy Naomi sofőrje és egy diák Jones számtan órájáról. A nyomozás egy csapda volt, hogy Derricket rávegyék a kamerába tett vallomásra. Miközben mindenki elhagyja Derricket, Goodwin célozgat arra, hogy ő is hallotta a pletykát, miszerint neki és Jonesnak viszonya van.

## Szereplők
| Szerep             | Színész            | Magyar hangja      |
| ------------------ | ------------------ | ------------------ |
| Derrick Webb       | James Marsden      | Boros Zoltán       |
| Cathy Jones        | Lena Headey        | Kisfalvi Krisztina |
| Travis             | Norman Reedus      | Markovics Tamás    |
| Naomi Preston      | Kate Hudson        | Tóth Ildikó        |
| Goodwin professzor | Eric Bogosian      | Háda János         |
| Curtis nyomozó     | Edward James Olmos | Orosz István       |
| Beau Edson         | Joshua Jackson     | Holl Nándor        |
| Kelly nyomozó      | Sharon Lawrence    | n.a                |
| Sheila             | Marisa Coughlan    | n.a                |

## Fogadtatás
A film erős kritikát kapott. A Rotten Tomatoeson 29%-os minősítést ért el 66 vélemény alapján, az összefoglaló szerint: „A Pletyka messze túl vonszolja magát a szórakoztató értéktől.” Loren King a Boston Globe-tól azt írta: „A Pletyka a karaktereknek álcázott pasijaival és babáival, a mesterkélt és mocskos fordulatokkal és az ízléstelen szexszel kevésbé egy filmes műfaj, mint inkább egy tévés szappanopera.” Edward Lawrenson a Sight & Soundtól azt írta: „A Pletyka minden pillanatban kiszámítható, fényes, de színpadias, és tele van érdektelen, alulfejlett karakterekkel, a Pletyka is "csak szavakból áll".” Steve Murray az Atlanta Journal-Constitutiontől azt írta: „A Pletyka, amiről nem éri meg beszélni.”
A MetaCriticen 31 pontot kapott a 100-ból 21 értékelés alapján. Monica Eng a Chicago Tribuntől azt írta: „Szenved a tinifilmek és a Gyilkos sorok rendezettségének nyomasztó érzésétől.” Lisa Alspector a Readertől azt írta: „Az üzenet valahol biztos elveszett ennek az aktuálisnak szánt thrillernek a cselekményében, amely a hallomás hatalmáról szól egy egyetemi kampuszon.” Lou Limenick a New York Posttól azt írta: „Egy fényes, sekélyes thriller, amelyben egyetlen jelenet sem cseng igazinak.”
A produkció veszteséges volt. A Box Office Mojo szerint a 24 millió dolláros költségvetés mellé 12 millió dolláros bevétel generálódott.